# Noordervaart

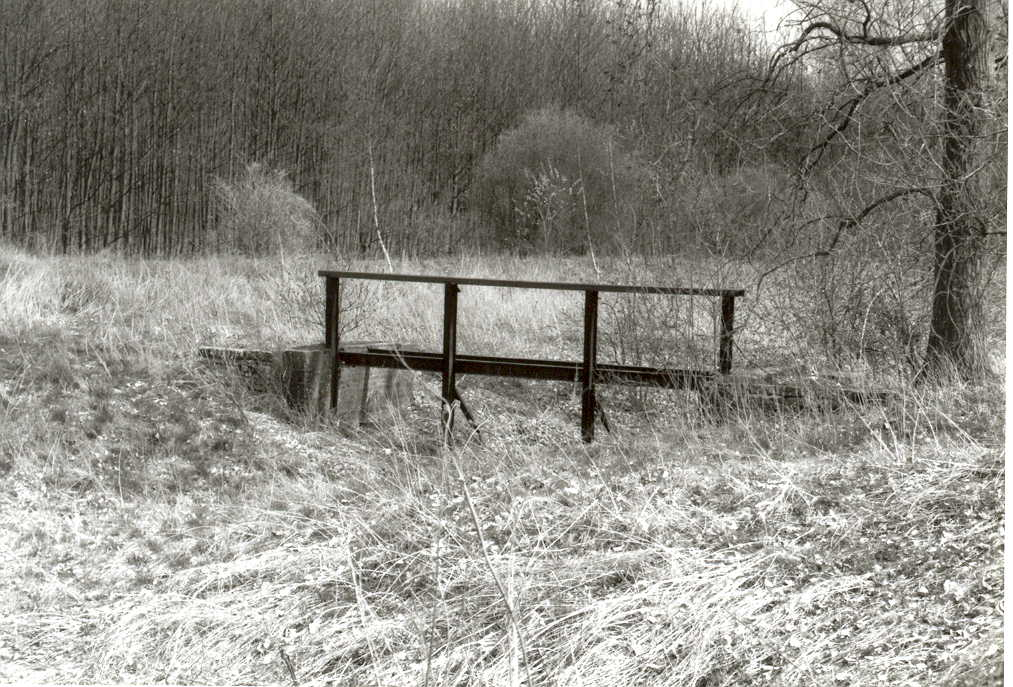
Noordervaart bij Kaarst.

De Noordervaart is een kanaal in Noord- en Midden-Limburg. Ze werd tussen 1803 en 1810 aangelegd als deel van Napoleons Grand Canal du Nord. Ze is tegenwoordig een zijtak van de Zuid-Willemsvaart. De huidige Limburgse Noordervaart is 15 km lang, van de Zuid-Willemsvaart bij Nederweert tot Beringe. Het kanaal is sinds 2022 definitief niet meer bevaarbaar.
In 1803 begon Napoleon aan de verbinding van de Schelde met de Maas en de Rijn. Eerder hadden de Spanjaarden in de 17e eeuw een dergelijk project aangevat. Daarvan werden toen slechts enkele kleine stukken tussen Maas en Rijn, de Fossa Eugeniana, afgebouwd. Van het Maas-Rijn-traject van het Franse Grand Canal du Nord werd alleen het "Nordkanal" tussen Viersen en Neuss voltooid. Toen in 1810 het Koninkrijk Holland, met Amsterdam en Rotterdam, bij Frankrijk werd ingelijfd, was de nieuwe verbinding niet meer nodig. Het werk werd gestopt en duizenden arbeiders waren plotseling werkloos, voordat het kanaal voldoende vaardiepte had.
De aanwezigheid van turf zorgde ervoor dat de Noordervaart in 1854 op vaardiepte werd gegraven tot aan de vervolgens gegraven Helenavaart, het deel tot in Beringe volgde in 1865. Deze kanalen zorgden er immers voor dat het water uit de Peel weg kon en de turf uit Helenaveen en Deurne via de beide Peelkanalen kon worden afgevoerd.
De Noordervaart takt bij Nederweert in noordoostelijke richting (richting Venlo) af van de Zuid-Willemsvaart. Ook het kanaal Wessem-Nederweert takt hier af, in zuidwestelijke richting (richting Roermond). Vanaf Nederweert loopt de Noordervaart in een rechte lijn naar het dorpje Beringe, om daar bij het haventje op te houden. Wel zijn er voorbij Beringe nog laagten te zien tot aan Blerick (alwaar de afgravingen als rijksmonument gelden), die erop wijzen dat men er kennelijk ook is begonnen aan een kanaal. Op 17 december 2015 maakte Waterschap Peel en Maasvallei bekend een stuk van twee kilometer te graven om de Noordervaart via een bestaande beek te laten aansluiten op de Maas.
Bij besluit van 10 november 2017 is besloten tot de onttrekking aan het openbaar scheepvaartverkeer van de Noordervaart tussen sluis Hulsen en Beringe. Reden is het minimale scheepvaartverkeer. Het kanaal kan door het opheffen van de scheepvaartfunctie wel een belangrijkere rol gaan vervullen in de waterhuishouding van Noord- en Midden-Limburg en Brabant. De waterdoorvoer van de Maas naar de Peelregio kan worden vergroot. Rijkswaterstaat zal de waterweg daartoe in 2018 of 2019 overdragen aan het Waterschap Limburg.
Het peil in de Noordervaart is ongeveer tussen 31,50 en 31,70 meter +NAP. Het water voor de Noordervaart wordt ingelaten vanuit de Zuid Willemsvaart, bij Sluis 15 Nederweert. Het water stroomt dan door het voedingskanaal naar de duiker die onder het Kanaal Wessem-Nederweert doorgaat en uitkomt vlak bij de sluis van Hulsen van de Noordervaart. Het voedingskanaal kan een waterstand van maximaal 32,20 meter +NAP hebben. 